# Bissey-sous-Cruchaud
Bissey-sous-Cruchaud là một xã ở tỉnh Saône-et-Loire trong vùng Bourgogne nước Pháp.

## Thông tin nhân khẩu
Theo điều tra dân số năm 1999, xã này có dân số 334.
Dân số năm 2006 ước khoảng 358 người.